# Łowicz Wałecki
Łowicz Wałecki [ˈwɔvit͡ʂ vaˈwɛt͡ski] là một ngôi làng thuộc khu hành chính của Gmina Mirosławiec, thuộc hạt Wałcz, Tây Pomeranian Voivodeship, ở phía tây bắc Ba Lan. Nó nằm khoảng 4 kilômét (2 mi) phía tây Mirosławiec, 30 km (19 mi) về phía tây của Wałcz và 97 km (60 mi) về phía đông của thủ đô khu vực Szczecin.
Trước năm 1945, khu vực này là một phần của Đức. Đối với lịch sử của khu vực, xem Lịch sử của Pomerania.